# Edgard Barros
Edgard de Oliveira Barros (São Paulo 9 de junho de 1937), é um jornalista e escritor brasileiro. 

## Biografia
Edgard começou sua carreira como jornalista nos Diários e Emissoras Associadas, a maior cadeia de jornais, emissoras de rádio e de televisão que o Brasil já teve, fruto do sonho do jornalista Assis Chateaubriand. 
Também fez parte do Diário Popular, Diário da Noite e das extintas Rádio Difusora e TV Tupi. Criou o jornal Imprensa Livre na cidade de Atibaia, que chegou a ter circulação diária na região.
É o autor da lendária matéria "Pelé, jogais por nós" do Diário da Noite.
Atualmente, Edgard é professor do curso de jornalismo da FIAM, em São Paulo.